# Ziad Tlemçani
Ziad Tlemçani, född 10 maj 1963, är en tunisisk tidigare fotbollsspelare.
Ziad Tlemçani spelade 20 landskamper för det tunisiska landslaget. Han deltog bland annat i Afrikanska mästerskapet i fotboll 1994 och 1998.